# 博佐基·安德拉什
博佐基·陶马什·安德拉什（匈牙利語：Bozóki Tamás András；1959年1月23日—），是匈牙利政治学家和政治人物。2005年至2006年曾担任匈牙利教育部长，现任中欧大学政治学教授，研究领域包括政治变迁、政治制度、中欧政治、政治意识形态、思想史和知识分子的政治角色。

## 生平
1959年生于布达佩斯，就读于罗兰大学，1983年获得法律博士学位，1985年获得社会学文学硕士学位。毕业后，他在该校社会学和法律系任教。1988-1989年，他是加州大学洛杉矶分校社会学系的研究员。1992年，他在匈牙利科学院完成了政治学博士论文答辩。
1985年，参加欧洲文化论坛的反对派活动。1987年，他参加了Lakitelek会议。1988年5月，他是自由倡议网络的创始人。1988年加入青民盟。1989年，他代表反对派参加了匈牙利圆桌会议，是负责制定排除暴力解决方案的法律保障的工作委员会成员。1990年1月至5月，担任青民盟发言人。1991年至1992年任该党议会派系专家。1993年，退出青民盟。
1993年起担任中欧大学政治学系全职讲师。
2003年至2004年间，他担任匈牙利总理迈杰希·彼得的顾问委员会成员。2005年2月至2006年6月，他担任第一届久尔恰尼·费伦茨政府的教育部长。